# V475 Возничего
V475 Возничего (лат. V475 Aurigae) — одиночная переменная звезда в созвездии Возничего на расстоянии (вычисленном из значения параллакса) приблизительно 3772 световых лет (около 1157 парсеков) от Солнца. Видимая звёздная величина звезды — от +11,4m до +11m.

## Характеристики
V475 Возничего — красная пульсирующая медленная неправильная переменная звезда (LB:) спектрального класса M. Эффективная температура — около 3296 K.